# Татаф
Татаф (перс. تطف) — село в Ірані, у дегестані Ґураб-Зарміх, у бахші Мірза-Кучек-Джанґлі, шагрестані Совмее-Сара остану Ґілян. За даними перепису 2006 року, його населення становило 1142 особи, що проживали у складі 285 сімей.

## Клімат
Середня річна температура становить 14,07°C, середня максимальна – 27,96°C, а середня мінімальна – -1,17°C. Середня річна кількість опадів – 731 мм.
| Клімат поселення                              | Клімат поселення | Клімат поселення | Клімат поселення | Клімат поселення | Клімат поселення | Клімат поселення | Клімат поселення | Клімат поселення | Клімат поселення | Клімат поселення | Клімат поселення | Клімат поселення | Клімат поселення |
| Показник                                      | Січ.             | Лют.             | Бер.             | Квіт.            | Трав.            | Черв.            | Лип.             | Серп.            | Вер.             | Жовт.            | Лист.            | Груд.            |                  |
| Середній максимум, °C                         | 9,68             | 10,34            | 12,51            | 18,00            | 22,01            | 26,13            | 27,96            | 27,65            | 23,04            | 20,90            | 16,77            | 12,17            |                  |
| Середня температура, °C                       | 4,24             | 4,91             | 7,08             | 12,59            | 16,60            | 20,71            | 23,67            | 23,36            | 18,75            | 16,63            | 12,49            | 7,89             |                  |
| Середній мінімум, °C                          | −1,17            | −0,51            | 1,66             | 7,16             | 11,18            | 15,28            | 19,38            | 19,07            | 14,46            | 12,34            | 8,19             | 3,60             |                  |
| Норма опадів, мм                              | 74               | 61               | 66               | 57               | 38               | 23               | 12               | 30               | 69               | 100              | 83               | 118              |                  |
| Середньомісячна швидкість вітру, м/с          | 2.25             | 2.33             | 2.40             | 2.30             | 2.28             | 2.45             | 2.56             | 2.36             | 2.04             | 2.03             | 1.91             | 1.91             |                  |
| Середньомісячна сонячна радіація, кДж/м²·день | 6928             | 9151             | 11253            | 15846            | 20009            | 22600            | 23404            | 19877            | 16236            | 11212            | 8637             | 6658             |                  |
| --------------------------------------------- | ---------------- | ---------------- | ---------------- | ---------------- | ---------------- | ---------------- | ---------------- | ---------------- | ---------------- | ---------------- | ---------------- | ---------------- | ---------------- |
| Джерело:                                      |                  |                  |                  |                  |                  |                  |                  |                  |                  |                  |                  |                  |                  |